# Sprint (baanwielrennen)
De sprint is een onderdeel van baanwielrennen waarbij twee tegenstanders het tegen elkaar opnemen in een race over een parcours van 1000 meter. De race vindt plaats over vier ronden op een 250 meter wielerbaan, of drie ronden op een 333,33 meter baan.

## Opzet
Voor de start wordt er geloot welke renner er voorop start, deze moet de eerste halve ronde blijven rijden, zonder stil te staan. Pas daarna kan hij proberen de kop op te dringen aan de andere renner. In tegenstelling tot bijvoorbeeld bij de atletieksprint beginnen de deelnemers niet direct met sprinten vanaf de startstreep. Het eerste stuk van de race is vaak een tactisch stuk waarbij de tegenstanders elkaar observeren en wachten tot de ander de sprint inzet. Doel hiervan is vaak proberen de andere deelnemer voorop te laten raken. De reden hiervoor heeft te maken met aerodynamica. Bij de hoge snelheden van de sprint kan de deelnemer die net achter zijn tegenstander blijft profiteren van een verlaagde luchtweerstand. Net voor de finish probeert de achterliggende deelnemer vervolgens zijn tegenstander in te halen. Om dit tegen te gaan kan de deelnemer die voorop rijdt plotseling versnellen als de finish in zicht komt. 
Vroeger maakten sommige renners er een specialiteit van om door te "surplacen" (stilstaan op de fiets) de leiding op te dringen aan hun tegenstander; zo een "surplace" kon soms meer dan een halfuur duren. Door een wijziging in het reglement komt dit nu niet meer voor: als de renners langer dan een bepaalde tijd stilstaan wordt de wedstrijd geannuleerd en moeten ze opnieuw beginnen.
In de sprint wordt alleen over de laatste 200 meter de tijd opgenomen van beide deelnemers. Gedurende die laatste 200 meter dienen de deelnemers op hun lijn te blijven. 
Algemeen wordt aangenomen dat de renner die op kop moet rijden benadeeld is; daarom worden er steeds twee ritten verreden, een sprintmatch. Wie de eerste rit aan de leiding is vertrokken mag de tweede rit als tweede starten. Als elke renner een rit wint, moeten ze een derde en beslissende rit (belle) rijden.

## Varianten
- De Keirin, waarbij meer dan twee deelnemers betrokken zijn (meestal 6 of 8).
- De ploegensprint, waarbij er met 3 renners van eenzelfde ploeg rondjes rijden. De laatste renner moet een tijd neerzetten.